# Saint-Bonnet (Charente)
Saint-Bonnet is een gemeente in het Franse departement Charente (regio Nouvelle-Aquitaine) en telt 365 inwoners (2005). De plaats maakt deel uit van het arrondissement Cognac.

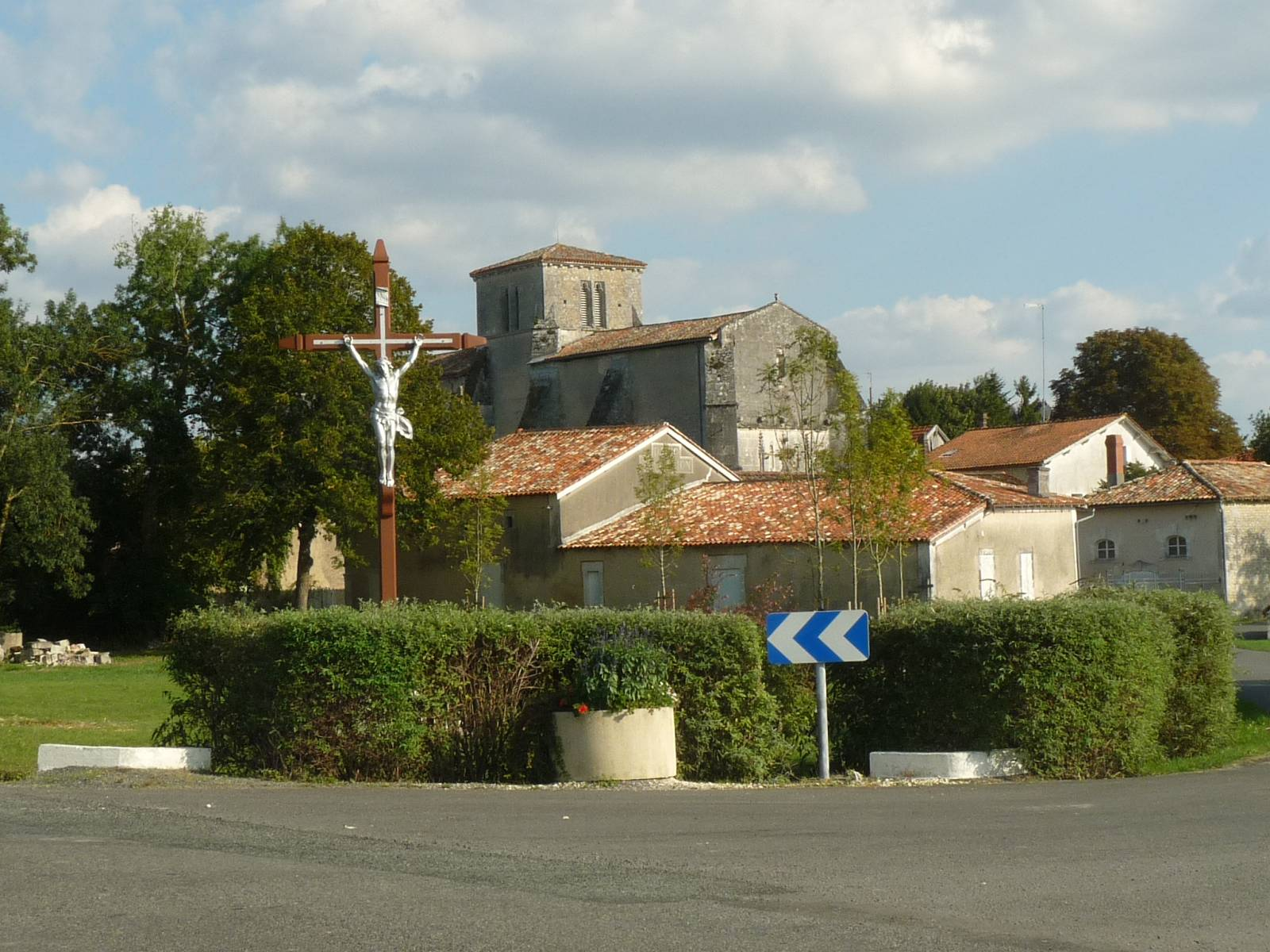
Saint-Bonnet
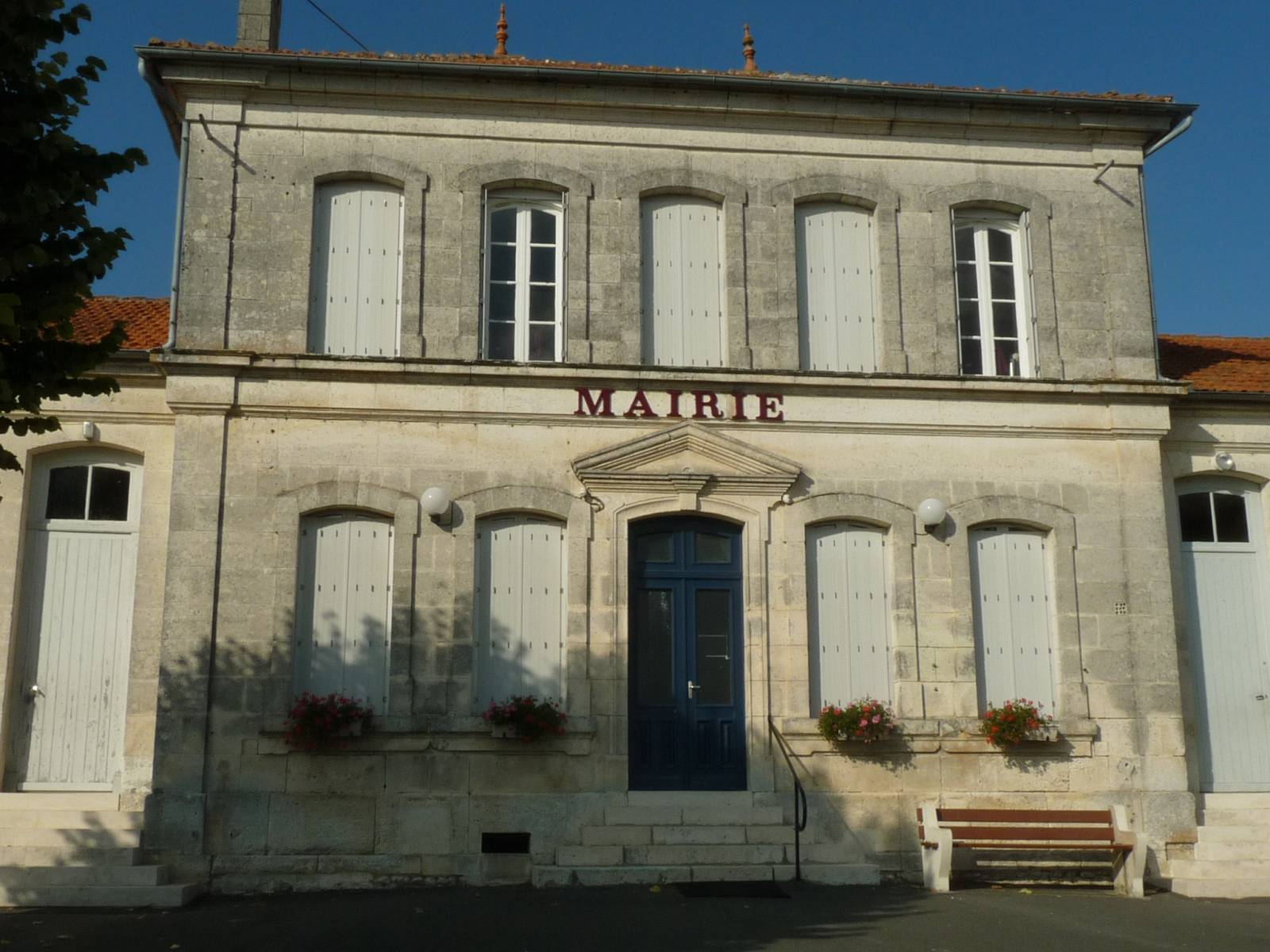
Gemeentehuis
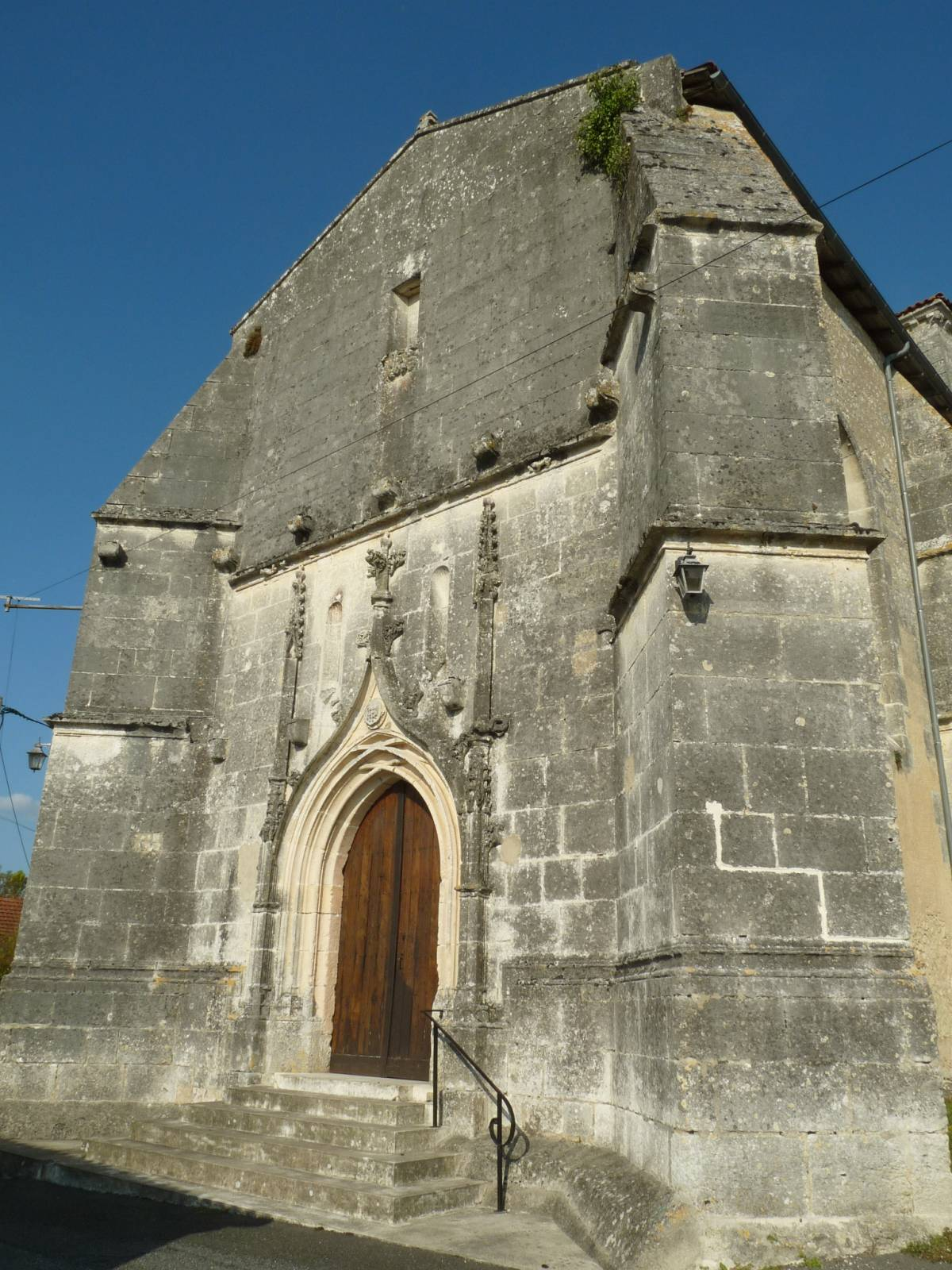
Kerk van Saint-Bonnet
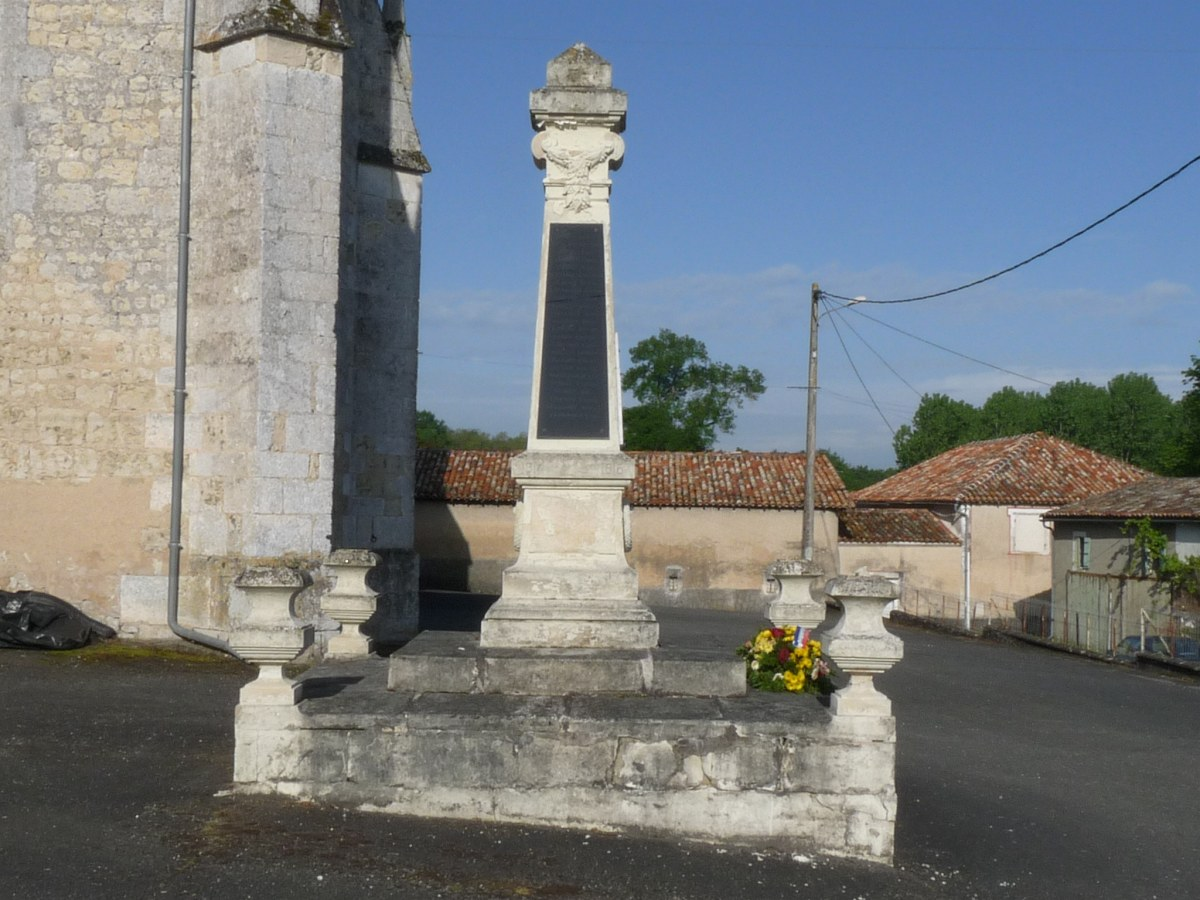
Monument

## Geografie
De oppervlakte van Saint-Bonnet bedraagt 17,8 km², de bevolkingsdichtheid is 20,5 inwoners per km².
De onderstaande kaart toont de ligging van Saint-Bonnet (Charente) met de belangrijkste infrastructuur en aangrenzende gemeenten.

## Demografie
Onderstaande figuur toont het verloop van het inwonertal (bron: INSEE-tellingen).